# Régis Bonvicino
Régis Rodrigues Bonvicino (São Paulo, 25 de fevereiro de 1955 – Roma, 5 de julho de 2025) foi um juiz de direito, desembargador, poeta, tradutor, crítico literário e editor brasileiro. O Historical Dictionary of Latin American Literature and Theater, editado por Richard Young e Odile Cisneros, o define como um “inovador incansável” ("a restless inovator"). Críticos brasileiros o consideram um dos mais consistentes autores da cena atual – um dos poucos que se tornou uma referência brasileira no mundo.

## Vida e obra
Graduou-se na Faculdade de Direito da Universidade de São Paulo em 1978. Como poeta, publicou dois pequenos livros nos anos 1970, ainda muito jovem, em edição do autor: Bicho Papel (1975) e Régis Hotel (1978). A partir dos anos 1980, lançou Sósia da Cópia (Max Limonad, 1983), Más Companhias (Olavobrás, 1987), 33 Poemas (Iluminuras, 1990), Outros Poemas (Iluminuras, 1993), Primeiro Tempo (Perspectiva, 1995, reunião dos livros Bicho Papel, Régis Hotel e Sósia da Cópia), Ossos de Borboleta (Editora 34, 1996), Together – um poema, vozes (Ateliê Editorial, 1996), Céu-Eclipse (Editora 34, 1999), Remorso do Cosmos (de ter vindo ao sol) (Ateliê Editorial, 2003), Página Órfã (Martins Fontes, 2007) e Estado Crítico (Editora Hedra, 2013). E uma reunião, em 2010,  de sua produção: Até Agora, de Régis Bonvicino (Editora Imprensa Oficial, 564 páginas).
No exterior publicou também Sky-Eclipse, Selected Poems (Los Angeles, Green Integer, 2000), Lindero Nuevo Vedado (Porto, Edições Quasi, 2002), Hilo de Piedra, plaquete editada pela Sibila, Revista de Arte, Música y Literatura, n. 10 (Sevilha, out. 2002, com poemas de Céu-Eclipse e de Remorso do Cosmos), Poemas, 1999-2003 (Cidade do México, Alforja Conaculta-Fonca, 2006) e, na China, Blue Tile (Hong Kong, The Chinese University of Press, 2011), com tradução do poeta Yao Feng. Acaba de ser lançado, agora em 2017, Beyond the wall: New Selected Poems pela Green Integer, de Los Angeles. Beyond the Wall é o seu segundo livro individual editado nos Estados Unidos.  
Publicou, em 2007, o livro Entre/Between, pela Global Books, Paris, do francês Gervais Jassaud, com a participação de várias artistas plásticos internacionais, entre eles Hamra Abbas, do Paquistão, Tatjana Doll, da Alemanha, e Susan Bee, dos Estados Unidos. Global Books é uma criação do artista gráfico Gervais Jassaud e já publicou poetas como Michel Deguy, Michel Butor (França), Jerome Rothenberg, Charles Bernstein (Estados Unidos), Nanni Balestrini (Itália), Yao Feng (China) e  Nicole Brossard (Canadá), entre outros.
Régis Bonvicino foi editor, ao lado de Nelson Ascher e Michael Palmer, de uma das principais antologias de poesia brasileira das últimas décadas: Nothing the Sun Could Not Explain (Los Angeles, Sun & Moon Press, 1997), por meio da qual fez poetas brasileiros, como Torquato Neto e Paulo Leminski, serem – pela primeira vez – traduzidos por poetas norte-americanos de peso como Robert Creeley e Michael Palmer. Nothing the Sun Could Not Explain esgotou duas tiragens seguidas.
Sobre seu trabalho de poeta escreveram, no Brasil, críticos como Alcir Pécora, Haroldo de Campos, Boris Schnaiderman, João Adolfo Hansen, Silviano Santiago, Marjorie Perloff, Julio Castañon Guimarães, entre vários outros. 
Bonvicino editou as cartas que Paulo Leminski lhe enviou nos anos 1970, livro com títulos diferentes a cada edição, a última delas pela Editora 34, de 1999: Envie meu Dicionário (Cartas e Alguma Crítica), que manteve o poeta curitibano à tona, quando pouco se falava dele. A primeira edição do volume, em 1991, teve prefácio de Caetano Veloso. 
Como editor, publicou revistas como Poesia em Greve, Muda e Qorpo Estranho nos anos 1970, esta última com Julio Plaza – nas quais publicou Paulo Leminski, Waly Salomão, José Paulo Paes, Haroldo de Campos e Décio Pignatari, entre vários. É o criador da revista Sibila, que teve onze números impressos, de 2001 a 2007, e que, desde então, passou a ser exclusivamente eletrônica, com cerca de 300 mil visitas por ano: http://sibila.com.br.
Como tradutor, deteve-se no argentino Oliverio Girondo, no francês Jules Laforgue, nos americanos Robert Creeley e Charles Bernstein, entre muitos outros. 
Como crítico, escreveu na Folha de S. Paulo, n'O Estado de S. Paulo, nas revistas Veja e Istoé e no extinto Jornal do Brasil.   
Entre suas participações em leituras de poesia, no âmbito internacional, destacaram-se as atuações em Coimbra, Santiago de Compostela, Buenos Aires, Paris, Marselha, Chicago, San Francisco, Los Angeles, Hong Kong, Filadélfia, Nova York, Santiago do Chile. 
Sobre seu mais recente livro, o Estado crítico, escreveu Alcir Pécora: “Desde Página Órfã, radicalizada neste Estado Crítico, não vejo poesia que faça crítica mais implacável da poesia e, ao mesmo tempo, melhor se reafirme como poesia, do que a de Régis Bonvicino. E é assim não porque esses livros falem de poesia ou teorizem sobre a crise da poesia, mas porque se movem taticamente em torno de seus impasses, implantando-se num terreno no qual os versos ocupam as vias mais hostis da metrópole”.
Morreu no dia 5 de julho de 2025 aos 70 anos, após sofrer uma queda em Roma na Itália, durante as suas férias.

## Obras

### Poesia
- Bicho Papel. São Paulo, Edições Greve, 1975.
- Régis Hotel. São Paulo, Edições Groove, 1978.
- Sósia da Cópia. São Paulo, Max Limonad, 1983.
- Más Companhias. São Paulo, Olavobrás, 1987.
- 33 Poemas. São Paulo, Iluminuras, 1990.
- Outros Poemas. São Paulo, Iluminuras, 1993.
- Ossos de Borboleta. São Paulo, Editora 34, 1996.
- Céu-eclipse. São Paulo, Editora 34, 1999.
- Remorso do Cosmos (de ter vindo ao sol). São Paulo, Ateliê Editorial, 2003.
- Página Órfã. São Paulo, Martins Editora, 2007.
- Estado crítico, são Paulo, Hedra, 2013

### Plaquetes
- Me transformo ou o Filho de Sêmele. Curitiba, Tigre do Espelho, 1999.
- Hilo de Piedra. Plaquete editada pela revista Sibila; revista de arte, música y literatura, nº 10. Sevilha, out. 2002 (com poemas de Céu-eclipse e de Remorso do Cosmos).

### Antologias
- Primeiro Tempo. São Paulo, Perspectiva, 1995 (reunião dos livros Bicho Papel, Régis Hotel e Sósia da Cópia).
- Sky-Eclipse selected poems. Los Angeles, Green Integer, 2000.
- Lindero Nuevo Vedado. Porto, Edições Quasi, 2002 (com poemas de 33 Poemas, Outros Poemas, Ossos de Borboleta e Céu-eclipse).
- Poemas (1999-2003), Ciudad de Mexico, Alforja Conaculta-Fonca, 2006.

### Poema coletivo
- Together – um poema, vozes. São Paulo, Ateliê Editorial, 1996.

### Poesia infantil
- Num Zoológico de Letras. São Paulo, Maltese, 1994.

### Crítica
- Desbragada (antologia e estudo da poesia de Edgard Braga). São Paulo, Max Limonad, 1985.
- Nothing the sun could not explain/ 20 contemporary Brazilian poets. Edited by Michael Palmer, Régis Bonvicino and Nelson Ascher. Los Angeles, Sun & Moon Press, 1997.
- The PIP Anthology of World Poetry, volume 3, Nothing the sun could not explain; 20 Contemporary Brazilian Poets. Edited by Régis Bonvicino, Michael Palmer and Nelson Ascher. Los Angeles, Green Integer, 2003.
- Envie meu dicionário (cartas e alguma crítica), com Paulo Leminski. São Paulo, Editora 34, 1999.

### Tradução
- LAFORGUE, Jules. Litanias da Lua. São Paulo, Iluminuras, 1989.
- GIRONDO, Oliverio. A Pupila do Zero. São Paulo, Iluminuras, 1995.
- PALMER, Michael. Passagens. Ouro Preto, Gráfica Ouro Preto, 1996.
- CREELEY, Robert. A Um. São Paulo. Ateliê Editorial, 1997.
- BERNSTEIN, C., MESSERLI, D., COLE, N. e BENNETT, G. Duetos. Paranavaí. Editora UEPG, 1997.
- MESSERLI, Douglas. Primeiras Palavras. São Paulo, Ateliê Editorial, 1999.
- Um Barco Remenda o Mar/Dez poetas chineses contemporâneos, com Yao Feng, São Paulo, Martins Editora, 2007.
- BERNSTEIN, Charles. Histórias da Guerra, São Paulo, Martins Editora, 2008.

### Parceria
- Cadenciando-um-ning, um samba para o outro. São Paulo, Ateliê Editorial, 2001 (com Michael Palmer).

### Artes Plásticas
- Do Grapefruit. São Paulo, Edição dos artistas, 1981. (traduções de poemas-instruções de Yoko Ono, com trabalhos gráficos de Regina Silveira).